# 曾侯乙青铜尊盘
曾侯乙青铜尊盘，通称青铜尊盘，是1978年出土于中國湖北省随县曾侯乙墓的一件战国早期青铜器。分为上面的尊和下面的盘两部分，整套器物纹饰繁缛且有很多镂空装饰，以失蜡法铸造，现藏於湖北省博物馆。

## 外观
尊盘由尊和盘组成，尊置于盘中。尊盘的口沿是非常精细的镂空的变形龙纹和龙形雕饰，均可分辨出每条盘龙上的眼睛。

## 制作
是采用“失蜡法”的铸造方法。

## 铭文
尊和盘均铸有“曾侯乙作持用终”铭文。